# Adda (Schiff)
Die Adda war ein 1922 in Dienst gestelltes Passagierschiff der britischen Reederei Elder Dempster & Company, das Passagiere und Fracht von Großbritannien nach Westafrika beförderte. Am 8. Juni 1941 wurde die Adda westlich von Sierra Leone von einem deutschen U-Boot versenkt, wobei zehn Passagiere und Besatzungsmitglieder ums Leben kamen.

## Geschichte
Das 7.816 BRT große Motorschiff wurde auf der Werft Caird & Company im schottischen Greenock unter dem Namen Ancobra auf Kiel gelegt. Das 132,68 Meter lange und 17,46 Meter breite Schiff lief am 25. Mai 1922 vom Stapel und wurde dann aber auf den Namen Adda getauft. Die Adda hatte einen Schornstein, zwei Masten und zwei Propeller und wurde von zwei sechszylindrigen Dieselmotoren von Burmeister & Wain angetrieben, die 4.600 Break Horsepower (BHP) leisteten und eine Geschwindigkeit von 14 Knoten ermöglichten. Die Adda war das erste Passagierschiff mit Dieselmotoren und galt somit als Innovation. Zwar hatte bereits die Aba über Dieselmotoren verfügt. Die Aba war aber ursprünglich ein Frachtschiff gewesen, das nach der Oktoberrevolution von der russischen Regierung übernommen und 1920 als Passagierschiff in den Dienst der Elder Dempster Lines gestellt worden war. Bei der von Anfang an als Passagierschiff konzipierten Adda wurden gleich Dieselmotoren installiert.
Die Passagierunterkünfte des Schiffs waren für 225 Reisende in der Ersten Klasse, 74 in der Zweiten Klasse und 32 in der Dritten Klasse ausgelegt. Um den Schiffsbetrieb kümmerten sich 140 Besatzungsmitglieder. Die Adda wurde am 14. November 1922 fertiggestellt und ging noch vor Jahresende auf Jungfernfahrt nach Westafrika. Im April 1923 stieß sie auf dem Mersey mit dem Dampfer Bata zusammen.
Am 17. Mai 1941 lief die Adda unter dem Kommando von Kapitän John Tate Marshall in Liverpool zu einer Überfahrt nach Freetown (Sierra Leone), Takoradi (Ghana), Accra (Ghana) und Lagos (Nigeria) aus. Sie fuhr als Teil des Konvois OB-323 und hatte den Konvoi-Kommandanten, den 67-jährigen Commodore William Henry Kelly, OBE, DSO, an Bord. Insgesamt waren 425 Menschen an Bord, darunter 149 Besatzungsmitglieder, vier Kanoniere, sechs Mitglieder des Konvoi-Stabs inklusive Kelly und 266 Passagiere. Daneben waren 613 Tonnen Fracht geladen.
Am 8. Juni 1941 um 04.42 Uhr morgens wurde die Adda 82 Seemeilen westsüdwestlich von Freetown von einem G7a-Torpedo des deutschen U-Boots U 107 (Kapitänleutnant Günter Hessler) getroffen. Die Adda sank auf der Position (8° 18′ 0″ N, 14° 23′ 24″ W). Commodore Kelly, sieben Besatzungsmitglieder und zwei Passagiere kamen bei der Versenkung ums Leben. Die 415 Überlebenden wurden von der Korvette Cyclamen (K83) unter Lt. Hamish N. Lawson aufgenommen und noch am selben Tag nach Freetown zurückgebracht. Nach dem britischen Frachtdampfer Calchas (10.350 BRT) war die Adda das zweitgrößte von U 107 versenkte Schiff.